# با ستاره‌ها
 با ستاره‌ها نام یک آلبوم موسیقی به خوانندگی همایون شجریان و آهنگسازی محمدجواد ضرابیان؛ هنرمندان ایرانی است که در سبک سنتی تهیه شده و دارای ۸ تصنیف است. این آلبوم در مهرماه ۱۳۸۵ توسط مؤسسه دل‌آواز منتشر شد.

## هنرمندان
- خواننده: همایون شجریان
- آهنگساز: محمدجواد ضرابیان
- تنظیم‌کننده: محمدجواد ضرابیان، سینا جهان‌آبادی
- میکس: ناصر فرهودی
- مسترینگ و تدوین دیجیتال: ریموند موسیسیان، همایون شجریان
- ناظر ضبط: سینا جهان‌آبادی
- نوازندگان: همایون شجریان، میثم مروستی، ارسلان کامکار، سینا جهان‌آبادی، علی جعفری پویان، کریم قربانی، علیرضا خورشیدفر، ناصر رحیمی، فرشید حفظی فرد، ایمان جعفری پویان (ایمی جی)، بهروز الوندی پور، کامبیز گنجه ای، مجید اخشابی، پریچهر خواجه، شهرام غلامی، آزاد میرزاپور، سورنا صفاتی

## فهرست آهنگ‌ها
| ردیف | آهنگ        | سراینده             | تنظیم‌کننده       | مدت زمان |
| ۱    | غمگسار      | هوشنگ ابتهاج        | محمدجواد ضرابیان | ۰۷:۱۰    |
| ۲    | غریبانه     | هوشنگ ابتهاج        | محمدجواد ضرابیان | ۰۶:۱۷    |
| ۳    | فریاد غم    | سیمین بهبهانی       | محمدجواد ضرابیان | ۰۴:۴۰    |
| ۴    | سنگ دل      | احمد سهیلی خوانساری | سینا جهان‌آبادی   | ۰۷:۴۰    |
| ۵    | تو کیستی    | فریدون مشیری        | محمدجواد ضرابیان | ۰۷:۰۷    |
| ۶    | با ستاره ها | حسین منزوی          | سینا جهان‌آبادی   | ۰۷:۰۰    |
| ۷    | دشت بی‌حاصل  | حسین منزوی          | محمدجواد ضرابیان | ۰۶:۵۹    |
| ۸    | افسونگر     | فریدون مشیری        | محمدجواد ضرابیان | ۰۵:۲۱    |